# ABC-raster

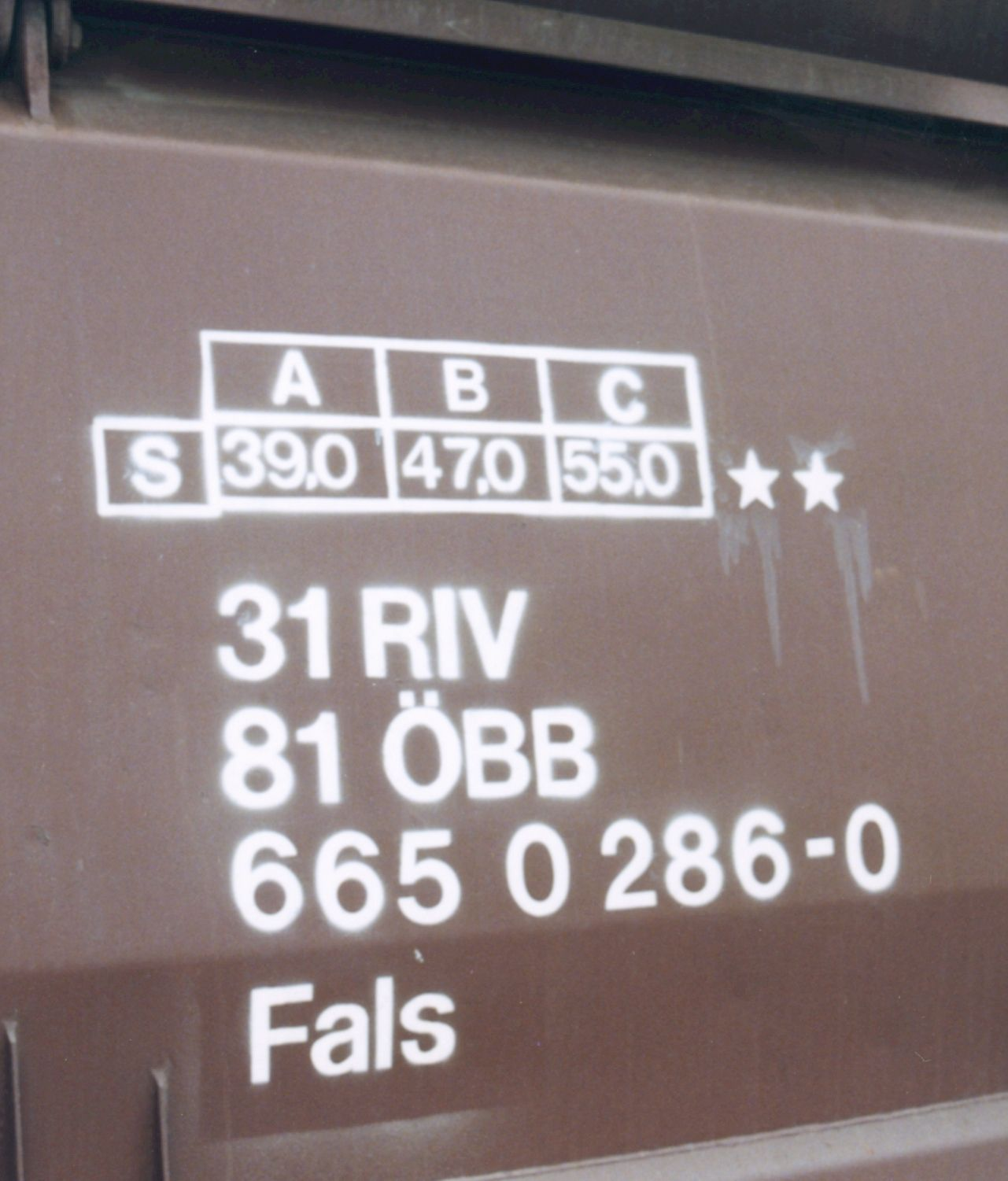
ABC-raster en UIC nummers

Het zogenoemde ABC-raster, ook wel beladingsraster, is een tabel op goederenwagens die aangeeft hoeveel gewicht er in de wagen mag worden geladen. Elke rij van de tabel geeft bij een bepaalde snelheid aan welk gewicht in tonnen als lading mag worden meegenomen, zonder dat hierbij de asdruk en/of het tonmetergewicht op de route te overschrijden. Deze maximumwaarden zijn voor elk baanvak bekend en worden weergeven door de beladingsklasse die boven de kolommen van de tabel staat.
De betekenis van de cijfers en getallen in het vak voor de snelheidsaanduiding staan in de onderstaande tabel:
|       | Maximumsnelheid         |
| ----- | ----------------------- |
| Leeg  | 80 km/h                 |
| 90    | 90 km/h                 |
| S     | 100 km/h                |
| SS    | 120 km/h                |
| Getal | Maximumsnelheid in km/h |

In sommige gevallen staan er nog één of meerdere sterren voor of achter een rij van het raster. De desbetreffende wagen mag dan (beladen) meerijden in treinen met een snelheid die hoger is dan aangegeven in het raster zelf. Dit komt doordat het loopwerk van de wagen wel geschikt is voor die snelheden, maar het remgewicht niet zodanig is dat kan worden voldaan aan de regelgeving behorende bij het S- of SS-regime. Het extra benodigde remvermogen moet dan van andere wagens in de trein komen, zodat het geheel wel het nodige rempercentage heeft. Staat er één ster, dan mag de wagen in een trein volgens S-regime (100 km/h) meerijden. Staan er twee sterren, dan volgens SS-regime (120 km/h). Bij drie sterren ook volgens SS-regime, maar het betreft dan een nieuw gebouwde wagen van 2007 of later. Tevens moet de wagen dan uitgerust zijn met automatische lastafremming (remopschrift A).
Wanneer er voor specifieke landen afwijkende waarden gelden, dan worden er extra rijen aan de tabel toegevoegd met voor de snelheidsaanduiding de aanduiding voor dat land (afkorting van betreffende nationale spoorwegmaatschappij) of deze informatie wordt in een aparte tabel naast het ABC-raster geplaatst. Het kan hierbij zowel gaan om afwijkende waarden ten opzichte van wat internationaal toegelaten is, als om een toevoeging van nationale beladingsklassen. 

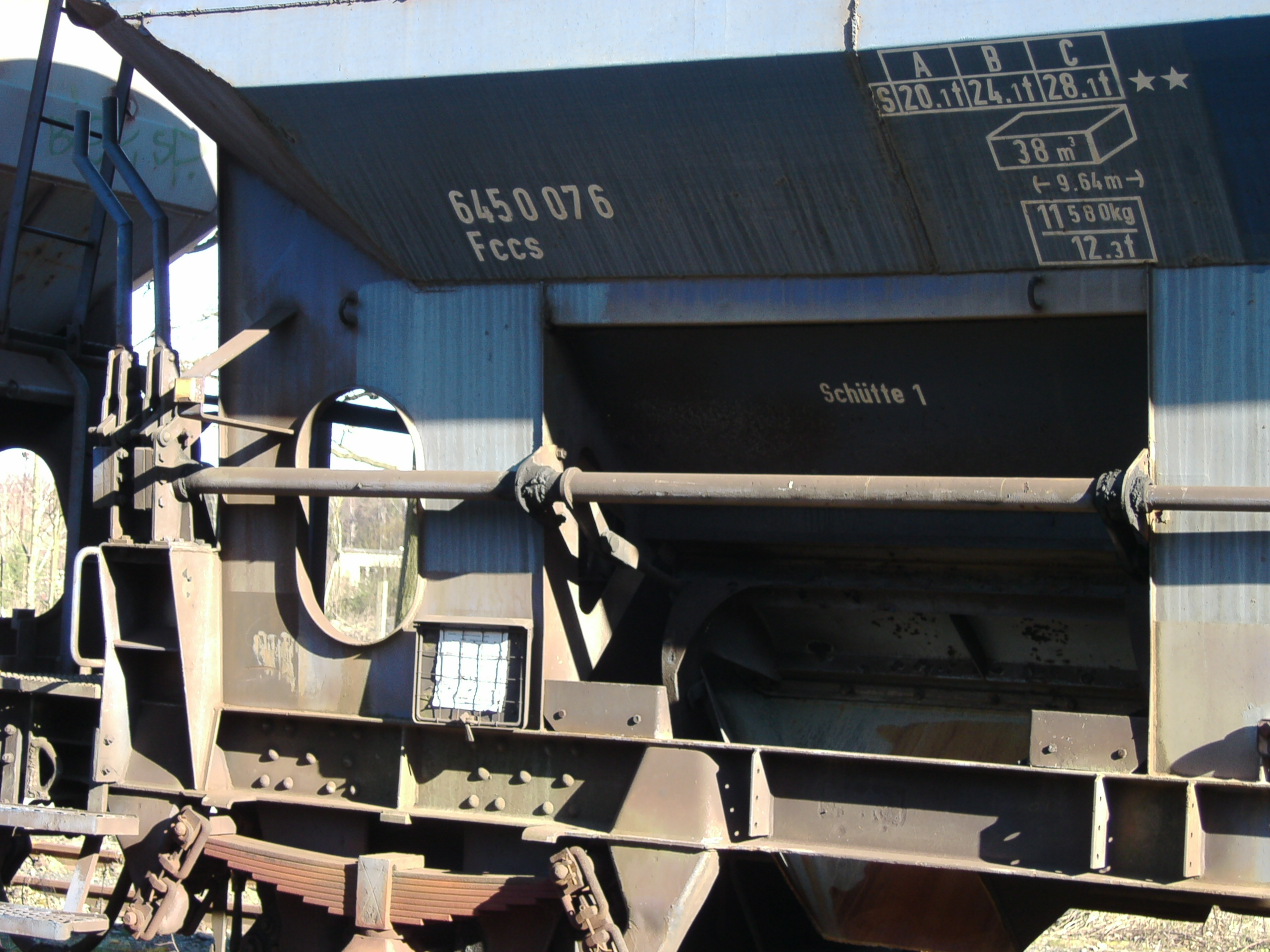
Opschriften met rechtsboven het beladingsraster.
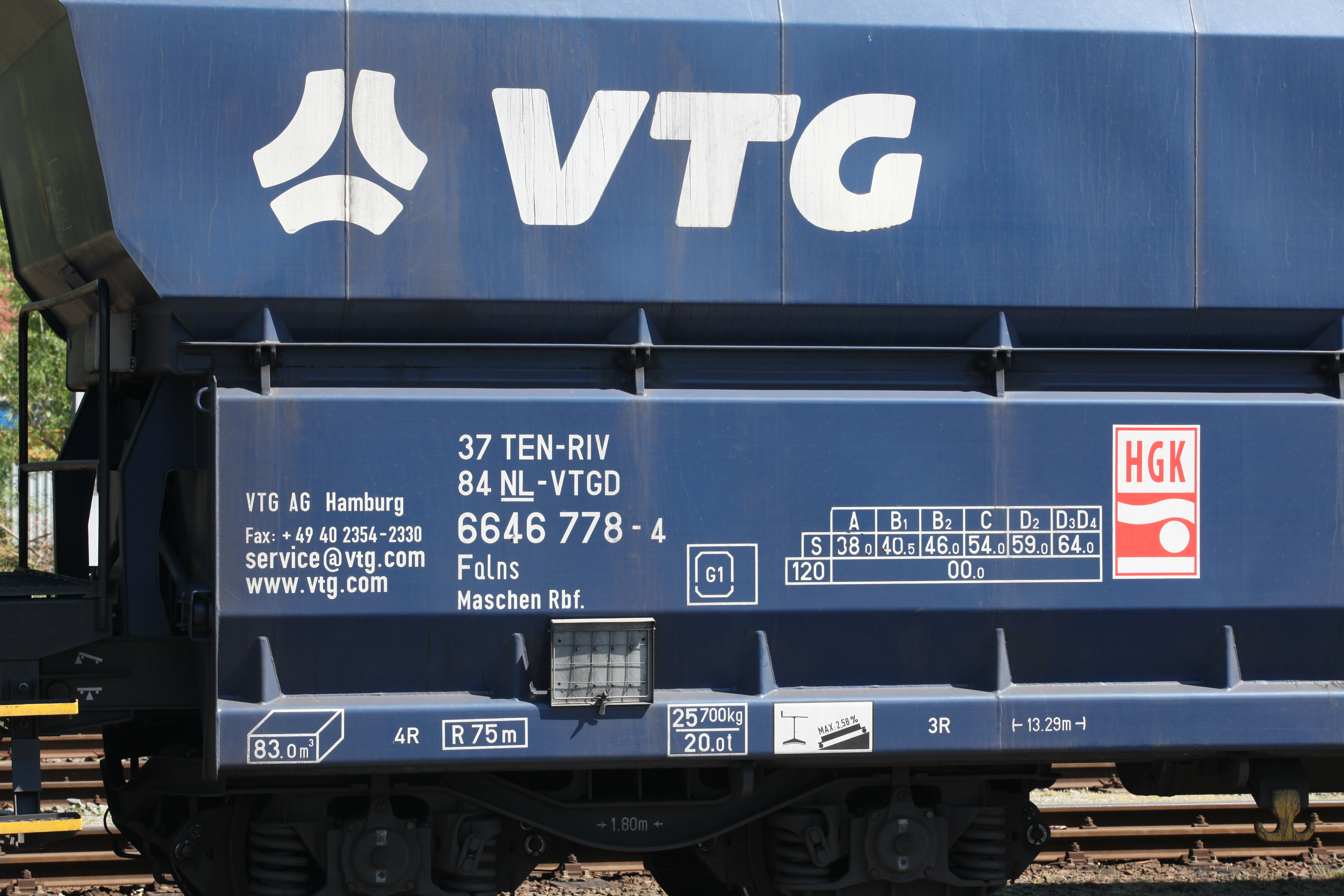
Opschriften met rechts een uitgebreid beladingsraster.
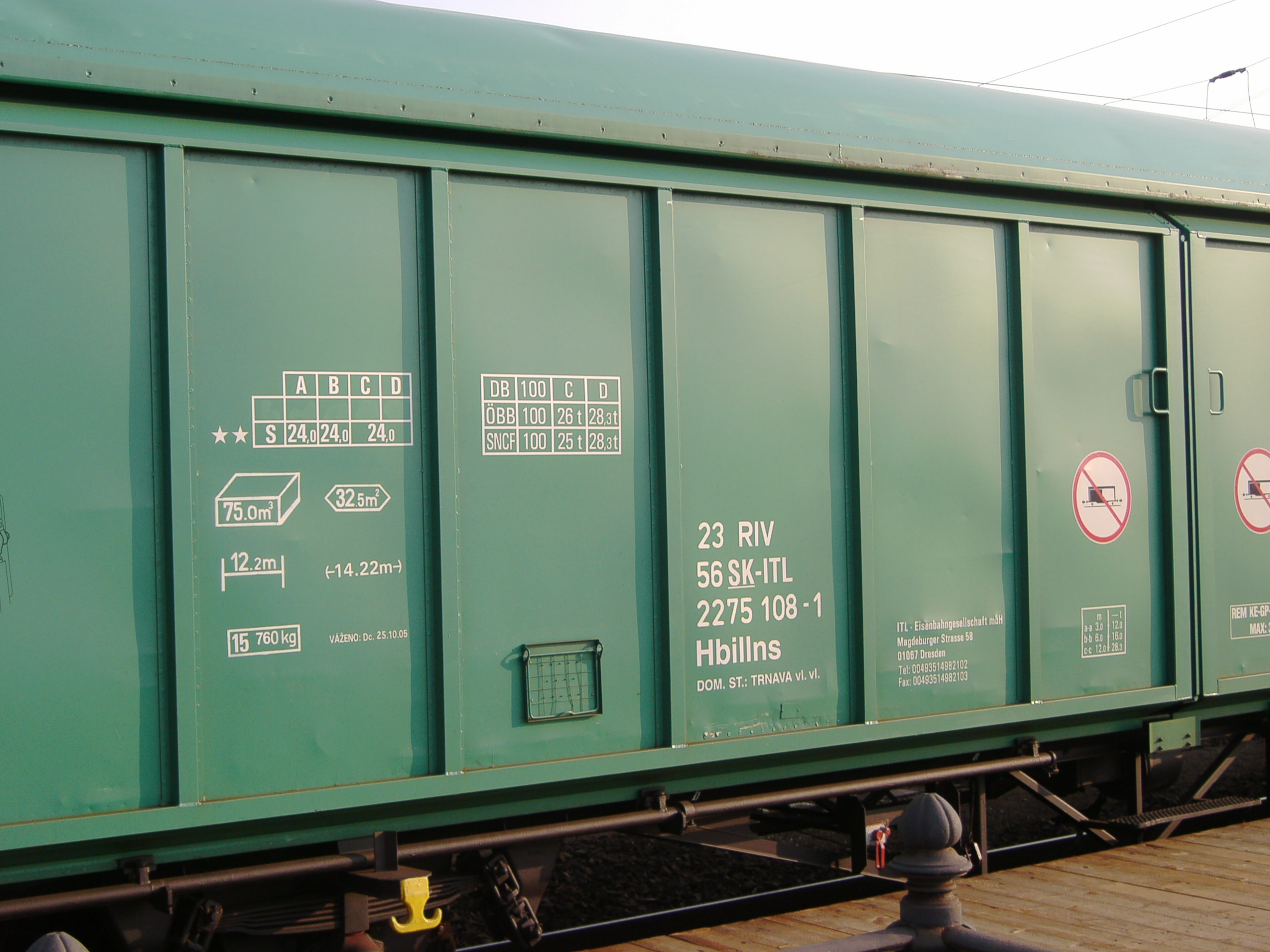
Beladingsraster met extra opschriften voor bepaalde landen.
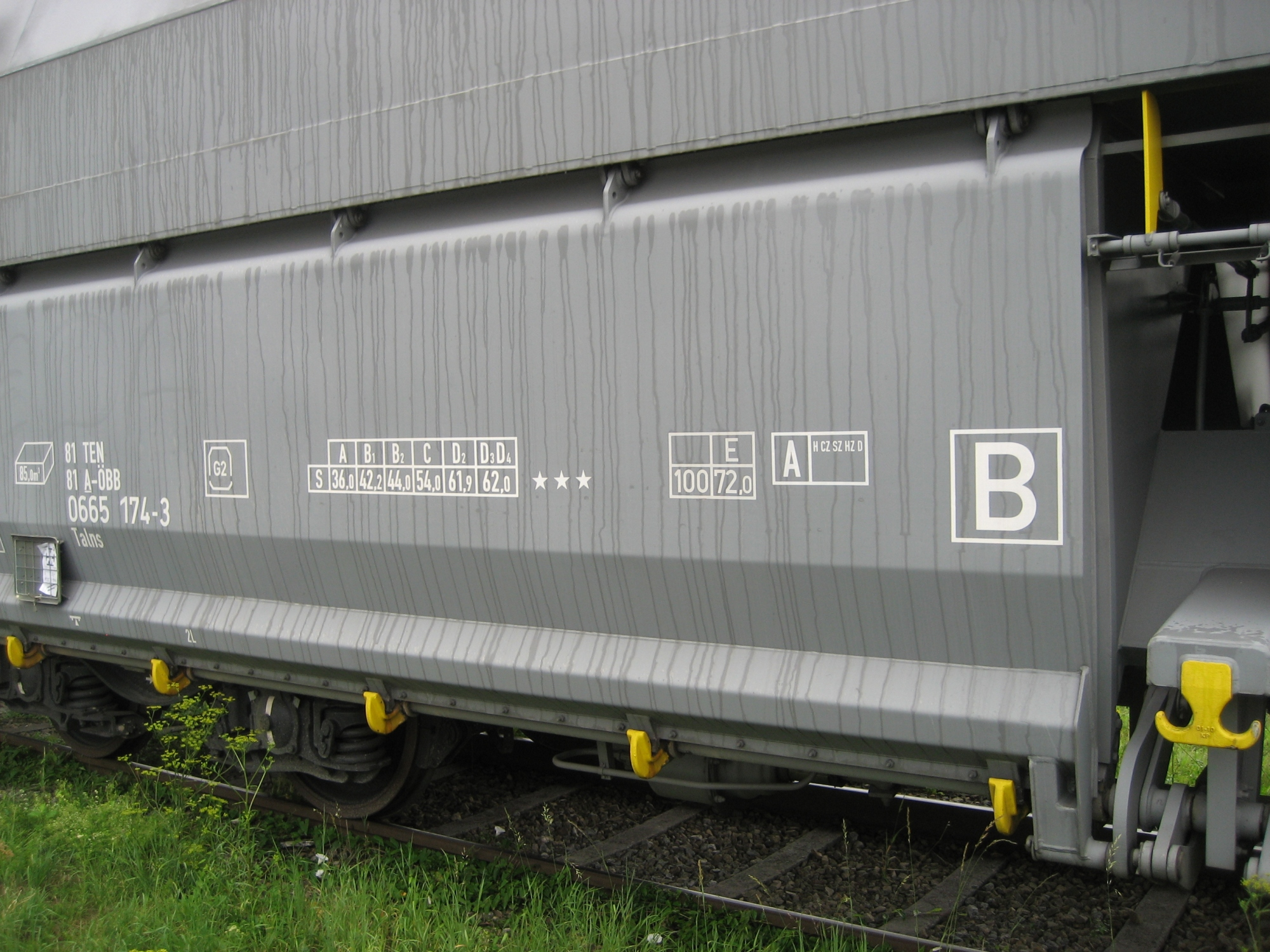
Beladingsraster met drie sterren en extra tabel voor beladingsklasse E.